# شازده حمام
شازده حمام کتابِ خاطرات و زندگی‌نامه خودنوشت  محمّدحسین پاپلی یزدی است که از سالِ ۱۳۸۳ هفت جلدش (در شش مجلّد) منتشر شده است.
درباره این کتاب پنج پایان‌نامه و یک رساله دکتری نوشته شده است. 
۷ آبانِ ۱۴۰۲ شبِ بخارای شازده حمام در خانه اندیشمندان علوم انسانیِ تهران برگزار شد.

## نام کتاب‌ها
نام کتاب‌ها برگرفته از عنوان یکی از خاطرات نویسنده در جلد اول یعنی «شازده حمام» است. او در این خاطره، به شرح حمام رفتن خود و آداب رفتن به حمأام در آن روزگار پرداخته است.  در مصاحبه‌ای که با پاپلی یزدی درمورد همین رمان صورت گرفته، وی دلیل انتخاب نام رمان خود را چنین می‌گوید: «شازده حمام نام یکی از داستانهای من بود. در واقع تنها جایی که من شازده بودم، در همان حمام بود و تنها جایی که در آن زمان احترام داشتم، همانجا بود.»

## ویژگی‌ها
کتب زندگی‌نامه را از دیدگاه یا جنبه‌های گوناگونی می‌توان بررسی و تفسیر کرد. از جمله‌ی آن‌ها،  جنبه اجتماعی، تاریخی، روانشناسی، مردم‌شناسی و  محیط شناسی (محیط طبیعی و زیستی).  جالب است که در سری کتاب‌های شازده حمام، هر کدام از این جنبهها مطالبی را در بر می‌گیرد و این شاید به دلیل نوع زندگی پاپلی یزدی و برخورد طولانی مدت او با قشرهای فرودست و بالادست و نیز دید و برداشت‌های جغرافیایی این نویسنده در سفرهای متناوب بوده است. 
نویسنده اثر استفاده از جملات کوتاه و ساده را دلیلی برای خسته نشدن خواننده‌های کتاب ذکر کرده است.

## چاپ و انتشار
- شازده حمام جلد اول- انتشارات گوتنبرگ و پاپلی - سال چاپ: ۱۳۸۴[۵]
- شازده حمام جلد دوم- انتشارات گوتنبرگ و پاپلی - سال چاپ: ۱۳۸۸
- شازده حمام جلد سوم-
- شازده حمام جلد چهارم -انتشارات گوتنبرگ و پاپلی - سال چاپ: ۱۳۹۵ [۶]
- شازده حمام جلد پنجم، در میان کردهای سلیمانیه - انتشارات گوتنبرگ و پاپلی - سال چاپ: ۱۳۹۹ [۷]
- شازده حمام جلد ششم، گل‌های ماه‌پرویز -  [۸]
- شازده حمام جلد هفتم، شازده حمام در پاریس - سال چاپ ۱۴۰۳

## ترجمه‌ها
مجموعه «شازده حمام» به واسطه چندین‌بار بازنشر شدن و ترجمه به زبان‌هایی دیگر در داخل و خارج کشور موفق بوده است. جلد یک آن را دکتر منشی طوسی به انگلیسی برگردانده است که به زودی منتشر می‌شود. همچنین جلد یک و دو این اثر، به چاپ چهلم رسیده و ترجمه اش به زبان کردی سورانی موفق بوده است. به تازگی نیز جلد پنجم آن با عنوان «شازده حمام در نزد کرد‌های سلیمانیه» با شمارگان ۱۰۰۰ نسخه‌ای منتشر شده است. جلد جدید ازآنجا که مربوط به عراق است، هم زمان به کردی سلیمانیه دردست ترجمه است و به دلیل تمایل مسئولان دانشگاه سلیمانیه به خصوص در رشته‌های ادبیات کردی و ادبیات فارسی قرار است برگردان کردی آن هم در آینده چاپ و منتشر شود. 

### برخط
- «کتاب شازده حمام 1و2 اثر محمد حسین پاپلی یزدی | ایران کتاب». فروشگاه اینترنتی ایران کتاب. دریافت‌شده در ۲۰۲۵-۰۳-۲۲.

- «گفت‌وگوی شهرآرانیوز با دکتر پاپلی‌یزدی به‌مناسبت انتشار جلد پنجم «شازده حمام»». شهرآرانیوز. ۲۶ اسفند ۱۳۹۹. دریافت‌شده در ۱۳ فروردین ۱۴۰۴.

- مهرشاهی، داریوش (۲۸ بهمن ۱۳۹۶). «آشنایی با کتاب «خاطرات شازده حمام»». اَمرداد، پایگاه خبری زرتشتیان. دریافت‌شده در ۲۰۲۵-۰۴-۰۸.

### مقاله‌ها
- سعیدی، کیهان؛ پارسا، سید احمد (۱۴۰۱). «بررسی و تحلیل گفتمان آرمان شهری پاپلی یزدی در کتاب شازده حمام برمبنای نظریه گفتمانی لاکلاو و موفه». زبان و ادبیات فارسی دانشگاه خوارزمی. تهران: دانشگاه خوارزمی (۳۸): ۱۷۳-۱۹۹. دریافت‌شده در ۲۳ مارس ۲۰۲۵ – به واسطهٔ پرتال جامع علوم انسانی.

- مسرت، حسین (۱۴۰۲). «بار دیگر شازده‌ حمام». جهان کتاب. تهران (۴۰۲): ۲۴-۲۵. دریافت‌شده در ۱۳ فروردین ۱۴۰۴ – به واسطهٔ نورمگز.

- نوروزی، سارا (۱۴۰۰). «بررسی تطبیقی مضامین رمان «جای خالی سلوچ» و جلد اوّل و دوم رمان «شازده حمام»» (PDF). پژوهشنامه اورمزد. تهران (۵۴): ۲۶۸- ۳۰۵. دریافت‌شده در ۱۶ فروردین ۱۴۰۴ – به واسطهٔ پایگاه مرکز اطلاعات علمی جهاد دانشگاهی.